# محمد صدیق کبودوند
محمد صدیق کبودوند فعال حقوق بشر و روزنامه‌نگار کرد ایرانی و رئیس سازمان دفاع از حقوق بشر کردستان است. او در سال ۱۳۸۶ در دادگاه انقلاب اسلامی تهران به اتهام اقدام علیه امنیت ملی از طریق تأسیس سازمان دفاع از حقوق بشر کردستان به ۱۰ سال زندان و به اتهام تبلیغ علیه نظام از طریق ارتباط با سازمان‌های بین‌المللی و نوشتن نامه به کوفی عنان، دبیرکل پیشین سازمان ملل به یک سال حبس محکوم شد؛ و پس از تحمل ۱۰ سال حبس در ۲۲ اردیبهشت ۱۳۹۶ آزاد شد.
کبودوند مدیرمسئول و سردبیر هفته‌نامه پیام مردم بود که به دو زبان کردی و فارسی در تهران و مناطق کردنشین منتشر می‌شد. این هفته‌نامه در سال ۱۳۸۳ توقیف و او به دلیل فعالیت در آن به تحمل شش ماه حبس و لغو پروانه انتشار محکوم شد. او همچنین به اتهام تشویش اذهان عمومی به ۵ سال محرومیت از روزنامه‌نگاری و مدیریت نشریه محکوم شد.
سازمان دیده‌بان حقوق بشر جایزه هلمن/همت نویسندگان تحت آزار خود سال ۲۰۰۹ را به این نویسنده اهدا کرده‌است.

## زندگی
محمدصدیق کبودوند در ۲۲ مارس ۱۹۶۳ در دیواندره در استان کردستان به دنیا آمده‌است. او فرزند چهارم خانواده است و دو برادر و سه خواهر دارد. کبودوند در ۱۴ سالگی پدرش را از دست داد و تا ۲۰ سالگی به همراه خانواده‌اش در سنندج زندگی می‌کرد. او پس از ازدواج در تهران سکونت گزید. وی ۲ پسر و ۱ دختر دارد.
کبودوند در مقاطع کارشناسی مدیریت بازرگانی و کارشناسی ارشد مالی تحصیل نموده و تحصیل وی در مقطع کارشناسی ارشد حقوق بین‌الملل ناتمام مانده‌است.

## فعالیت‌های مدنی و اجتماعی
محمدصدیق کبودوند در تابستان ۱۹۹۷ همراه با تعدادی از فعالان ایرانی سازمان اتحاد برای دموکراسی در ایران را تأسیس کرد.
پس از آن کبودوند تلاش کرد تا مجوز و امکان انتشار نشریه‌ای را فراهم آورد که سرانجام پس از پنج سال در دسامبر ۲۰۰۳ موفق به انتشار هفته‌نامه پیام مردم شد که در زمینه‌های سیاسی، اجتماعی و فرهنگی و اقتصادی اجازه انتشار یافته بود. گستره انتشار آن تهران و استان‌های کردنشین بود و به دو زبان فارسی و کردی انتشار می‌یافت. پیام مردم به جهت عدم پیروی از سانسورهای دستوری و دولتی و به دلیل صراحت لهجه در بیان مطالب، خیلی سریع در میان مردم محبوبیت پیدا کرد و به عنوان نشریه‌ای ایرانی که گروه حقوق بشری داشت بخش عمده‌ای از مطالب را به موضوعات حقوق بشری آموزش و آشنایی با این حقوق، دموکراسی، حقوق زنان، حقوق اقلیتها و مردم کرد و حقوق مدنی و شهروندی اختصاص می‌داد. سرانجام با فشار وزارت اطلاعات محمدصدیق کبودوند مدیرمسئول و سردبیر پیام مردم در ۲۵ ژوئن ۲۰۰۴ بازداشت و دادگستری کردستان دستور توقیف پیام مردم را صادر کرد.
پس از توقیف پیام مردم کبودوند با تودیع وثیقه آزاد شد و این بار با راه‌اندازی سایت اینترنتی پیام مردم و ایجاد وبلاگ‌هایی به نام رنج مردم، روزگار، روز کرد و روزنامه‌نگار کرد به فعالیت‌های خود به ویژه در زمینه حقوق بشر ادامه داد. او در ادامه فعالیت‌های روزنامه‌نگاری برای اجرایی کردن ایده خود در خصوص ضرورت تأسیس انجمن‌های مدنی و سازمان حقوق بشری که پیشتر در هفته‌نامه پیام مردم و سایتها و وبلاگهای خود به طرح آن پرداخته بود، در ۹ آوریل ۲۰۰۵ موجودیت سازمان حقوق بشر کردستان را در تهران اعلام کرد.
سازمان دفاع از حقوق بشر کردستان که به همراهی و همکاری تعدادی از فعالان منطقه و همفکران کبودوند شکل گرفته بود، خیلی سریع با استقبال مردم روبرو شد بطوری که بزودی ۲ بخش عمده آن به نام «گزارشگران حقوق بشر کردستان» و «دیده بانان حقوق بشر کردستان» فعالیت گسترده‌ای در سرتاسر کردستان و حتی در درون زندان‌ها آغاز کرند. تا آنجا که وزارت اطلاعات در گزارشی به دادستانی به این امر معترف است و می‌گوید: «سازمان دفاع از حقوق بشر کردستان از ماکو در شمالی‌ترین نقطه مناطق کردنشین تا ایلام در جنوبی‌ترین منطقه کردستان در تمام شهرها و روستاها، گزارشگر، دیده‌بان، عضو فعال و نماینده دارد. بطوریکه اگر در کوره دهاتی، کوزهٔ آبی از دست یک زن روستایی بیفتد و بشکند این سازمان از آن مطلع می‌گردد.»
طی سال‌های فعالیت به ویژه در دوران پیش از دستگیری، بازداشت، صدور حکم حبس و اعدام، زندانی شدن فعالان مدنی، سیاسی، روزنامه نگاران و شهروندان به دار آویختن و قتل و گشودن آتش به روی تجمعات اعتراضی شهروندان در شهرها و روستاهای کردستان، تعقیب و قتل کول‌بران و رنجبران در مناطق مرزی کشته شدن مردم در اثر انفجار تله‌های مین، خشونت علیه زنان در شهر و روستا و خودکشی و خودسازی و آزار آنان و دیگر شهروندان، تهیه و تنظیم و به سازمان‌های حقوق بشری و رسانه‌های عمومی ارسال و با انجام صدها مورد مصاحبه و گفتگو با رسانه‌های مختلف و عمومی موارد نقض حقوق بشر را افشا و به اطلاع عموم رسانیده‌است. علاوه بر این صدها بیانیه، اطلاعیه، مناسبت نامه، درخواست نامه، نامه سرگشاده و پیام صادر نموده و در اغلب آن‌ها مقام‌های قضایی، دولتی و کشوری را به بهبود وضعیت حقوق بشر فراخوانده‌است.

## وضعیت قضایی
محمدصدیق کبودوند در دهم تیر ماه سال ۱۳۸۶ بازداشت و زندانی شد. در دادگاه انقلاب اسلامی تهران به اتهام اقدام علیه امنیت ملی از طریق تشکیل و اداره سازمان دفاع از حقوق بشر کردستان به ده سال حبس و از بابت تبلیغ علیه نظام جمهوری اسلامی از طریق ارتباط و مراوده با سازمان‌های بین‌المللی حقوق بشر و ارتباط و مکاتبه با شخص کوفی عنان دبیرکل سازمان ملل متحد و گفتگو با رسانه‌های عمومی به یک سال حبس و جمعاً به یازده سال حبس محکوم شده‌است که در شعبه ۵۶ دادگاه تجدیدنظر استان تهران ده سال حبس از بابت تأسیس سازمان، مورد تأیید قرار گرفت و قطعی شد.
پرونده مربوط به فعالیت روزنامه‌نگاری که به اتهام تشویش اذهان عمومی از طریق درج مطالب در هفته‌نامه پیام مردم توسط دادگاه عمومی و انقلاب سنندج به یکسال حبس تعزیری، ۵ سال محرومیت از روزنامه‌نگاری و مدیریت نشریه و ابطال پرونده انتشار پیام مردم محکوم شد که پس از تأیید در دادگاه تجدیدنظر استان تهران میزان محکومیت حبس در دیوان عالی کشور به ۶ ماه تقلیل یافته‌است.
پرونده‌ای نیز مربوط به انتشار کتابچه‌ای در مورد زنان و نقض حقوق آنان در ایران که در دادگاه انقلاب آذربایجان غربی مطرح و مفتوح گردیده که فعلاً در مرحله بازپرسی و پیش از دادگاهی است و بلاتکلیف است.
با توجه به مراتب فوق محمدصدیق کبودوند ده سال و نیم حبس قطعی شده و یک پرونده در جریان و بلاتکلیف دارد.
به گفته خانواده کبودوند وی که تا پیش از بازداشت هیچگونه سابقه بیماری نداشت، در جریان نگهداری ۷ ماهه وی در شرایط سخت سلول انفرادی، به بیماری‌های ریوی، کلیوی و پوستی دچار شد و حتی سکته خفیف مغزی نیز داشته‌است.
کبودوند در دوران حبس چند بار برای اعتراض به شرایطش اعتصاب غذا کرد. کبودوند در طی چند سال حبس، هیچگاه اجازه مرخصی نیافت و تنها در سال ۹۳ و پس از یک اعتصاب غذای طولانی، چندروزی فرصت یافت تا به دیدار فرزند بیمار خود بیاید که از بیماری سرطان رنج می‌برد و نیاز به حضور پدر داشت.
در نهایت از آنجایی که مطابق قوانین جاری ایران هر گاه یک نفر به دلیل ارتکاب جرایم مختلف چند حکم مجازات دریافت کند، فقط شدیدترین مجازات قابل اجراست. محمد صدیق کبودوند پس از تحمل ۱۰ سال حبس، در روز جمعه ۲۲ اردیبهشت ۱۳۹۶ از زندان اوین آزاد شد.

## جایزه‌ها
- سازمان دیده‌بان حقوق بشر جایزه هلمن/همت نویسندگان تحت آزار خود سال ۲۰۰۹ را به این نویسنده اهدا کرد. سارا لی‌ویتسون، مدیر بخش خاورمیانه و شمال آفریقای دیده‌بان حقوق بشر دربارهٔ این روزنامه‌نگار گفت: «فعالیت‌های کبودوند بعنوان یک مدافع حقوق بشر و روزنامه‌نگار مروج و حامی اصلاحات در ایران موجب زندانی شدن او شده‌است. تجربه او گواهی ناگوار بر مخمصه روزنامه‌نگاران، دگراندیشان و سایر منتقدین مسالمت‌جو در ایران امروز است.» بیانیه دیده‌بان حقوق بشر خواستار مراقبت پزشکی و آزادی کبودوند شده و نوشته‌است: "حکومت ایران از مفاد مبهم و خودسرانه قوانین جزایی خود، برای ساکت کردن منتقدین و فعالانی که خواهان استفاده از حق آزادی بیان و اجتماعات هستند، استفاده می‌کند.[۴][۷]
- در مراسم سال ۲۰۰۹ جوایز مطبوعات بریتانیا، کبودوند به عنوان «روزنامه‌نگار بین‌المللی سال» برگزیده شد. اعطا کنندگان این جایزه، کبودوند را «روزنامه‌نگار و مدافع برجسته حقوق بشر» معرفی کرده‌اند که از طریق فعالیت‌های حقوق بشری و روزنامه‌نگاری خود در تشکیل شبکه‌ای مدنی از فعالان و جوانان کرد مؤثر بوده‌است.[۸]